# Tretten Aar
Tretten Aar er en dansk spillefilm fra 1932 instrueret af George Schnéevoigt og efter manuskript af George Schnéevoigt og Fleming Lynge.

## Handling
Poul Løwe - damekonfektion en gros - står der på skiltet - og inde i kontoret er den lille kontordame Grethe Grøn i færd med, efter chefens diktat, at skrive på maskinen et forretningsbrev til en af firmaets Malmø-forbindelser. Poul Løwe er ung, indtagende og rig - og Grethe er det samme, med undtagelse af rig - og ingen af dem er gensidig blinde for disse hinandens egenskaber, hvorfor det er svært for dem at koncentrere sig om skrivemaskinen. Der er blot et vanskeligt og pinligt problem: Poul er gift!

## Medvirkende
Blandt de medvirkende kan nævnes:
- Marguerite Viby, Grethe Grøn
- Frederik Jensen, Oberst Henrik Løwe
- Svend Bille, Poul Løwe
- Beatrice Bonnesen, Mona, Pouls Kone
- Helga Frier, Ebba Olsen
- Arthur Jensen, Hannibal Petersen
- Knud Heglund, Kaj Bender